# Takehisa Yumeji

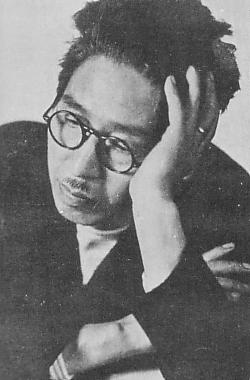
Yumeji Takehisa

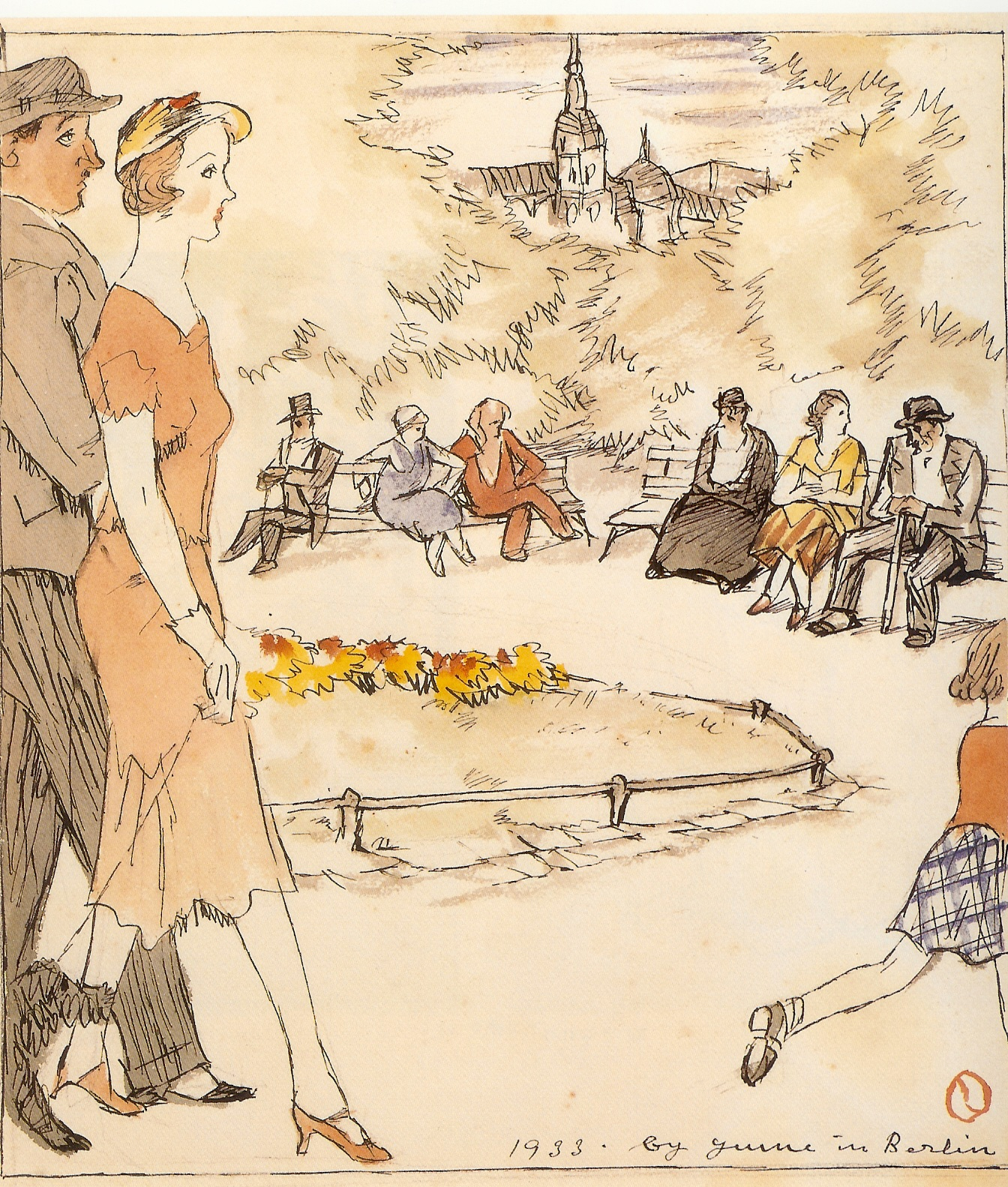
Park in Berlin 1933

Takehisa Yumeji (japanisch 竹久 夢二; geb. 16. Januar 1884; gest. 1. September 1934) war ein japanischer Maler und Poet.

## Leben
Yumeji wurde als Sohn eines Sake-Händlers in Oku (heute als Okuchō Stadtteil von Setouchi) in der Präfektur Okayama als Shigejirō Takehisa geboren. Während seines Studiums ab 1902 an der Fachschule Tōkyō (Vorläufer der Waseda-Universität) wurden seine Zeichnungen  in der Zeitung Yomiuri Shimbun u. a. Blättern abgedruckt. Ab 1905 konnte er durch Vermittlung eines Freundes regelmäßig Zeichnungen für Druckerzeugnisse des Verlag Heiminsha machen. Ab dieser Zeit führte er den Vornamen Yumeji. Er führte ein bohèmehaftes Leben, wobei er mit einigen seiner Modelle eine engere Bindung einging.
Im Mai 1931 reiste Yumeji nach Kalifornien, wo er Ausstellungen hatte und Vorträge hielt. Von dort aus reiste er im September 1932 an Bord des deutschen Frachtschiffes Takoma durch den Panama-Kanal nach Hamburg, hielt sich zwei Monate in Berlin auf und besuchte verschiedene Länder Europas, immer fleißig zeichnend. Nach seiner Rückkehr nach Japan Ende 1933 erkrankte er an Tuberkulose und starb im folgenden Jahr. Sein Grab befindet sich auf dem Zōshigaya-Friedhof, Tokio.

## Stil und Wirkung
Yumeji wurde berühmt mit seinen Bildern, die das Gefühl der Taishō-Demokratie, Taishō-Romantik wiedergeben. Neben den jungen Mädchen im Kimono wird auch das moga (modern girl) westlich-modisch, dargestellt: selbstbewusst, aber auch verletzlich. Auch der Einfluss des Art déco, der damals in Japan Eingang fand, ist bei Yumeji spürbar. Die Mehrzahl seiner Werke sind Graphiken, aquarellierte Zeichnungen, Gouachen, aber es gibt auch Ölbilder von ihm. Als Autodidakt außerhalb des etablierten Kunstmarktes stehend, lebte er von Illustrationen, Buch- und Musikhefteinbandgestaltungen sowie vom Design u. a. ein Teil seiner Aquarelle erschien auch als Druck, bei dem allerdings die Feinheiten der Vorlage verloren gingen. Für den großen Musik-Verlag Sen-On gestaltete er zahlreiche Umschläge für Lieder-Noten.
Aus seinem poetischen Werk ist vor allem sein dreistrophiges Gedicht Yoimachigusa unvergessen. Das ist eigentlich der Name einer Blume, der sich mit "auf das Gute, Gewünschte wartend" wiedergeben lässt.
Nach seinem Tode geriet er in Vergessenheit, wurde aber in den 1960er Jahren wiederentdeckt. Die Post widmete ihm eine Briefmarke mit dem bekannten Bild "Kurofuneya". Heute wetteifern an verschiedenen Orten Museen miteinander, z. B. in der Stadt Okayama das Yumeiji Art Museum (夢二郷土美術館, Yumeji kyōdo bijutsukan), in Tokio das Yumeji Takehisa Museum (夢二美術館, Yumeji Bijutsukan), in dem von Yumeji besuchten, für seine heißen Quellen berühmten Ikaho das (竹久夢二伊香保記念館, Takehisa Yumeji Ikaho kinenkan).

## Bilder

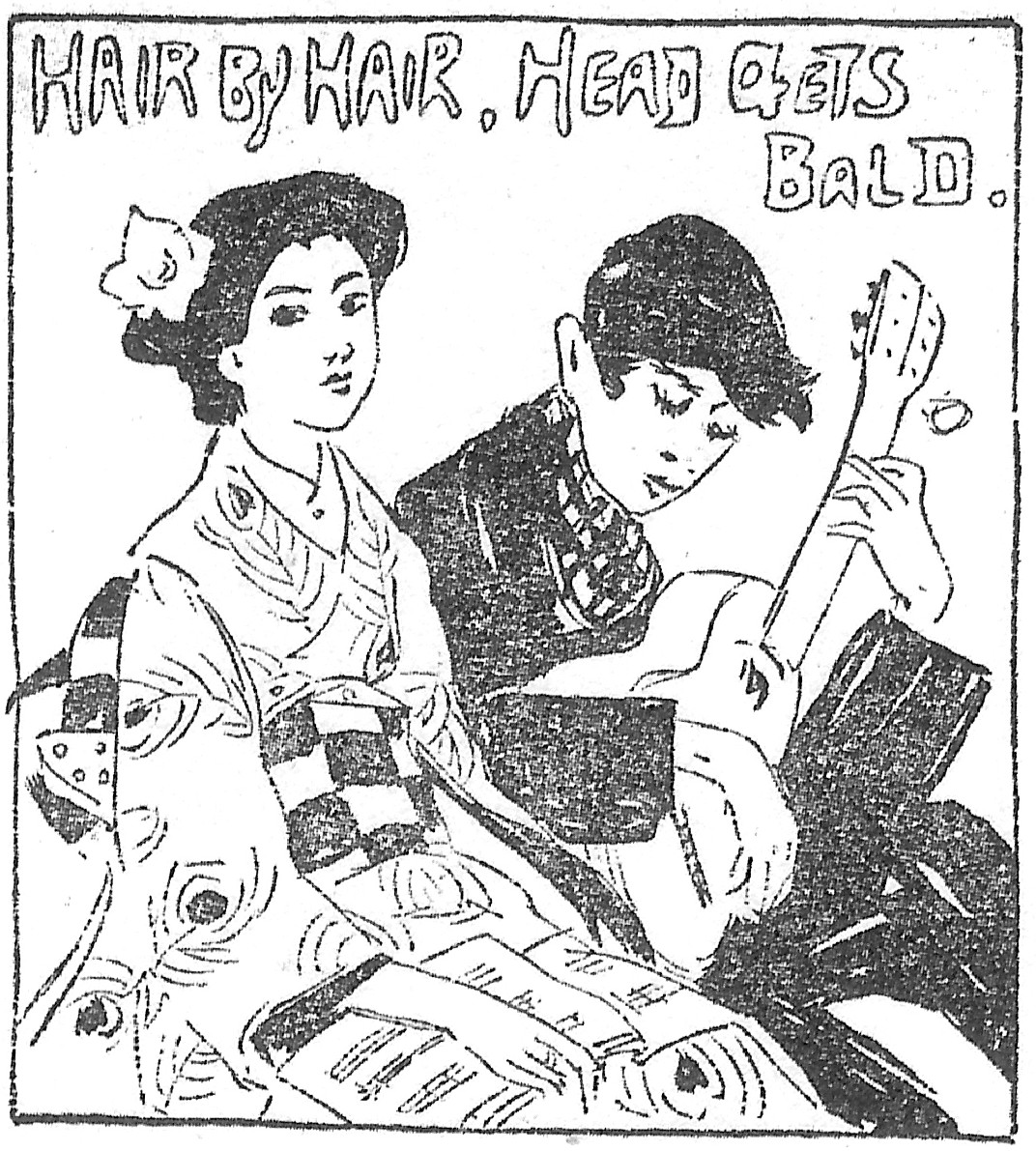
„Hair by hair, head gets bald“ (1908)
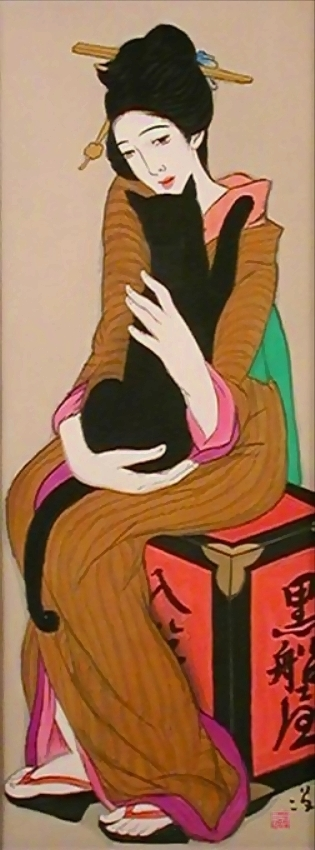
„Kurofuneya“ (1919)
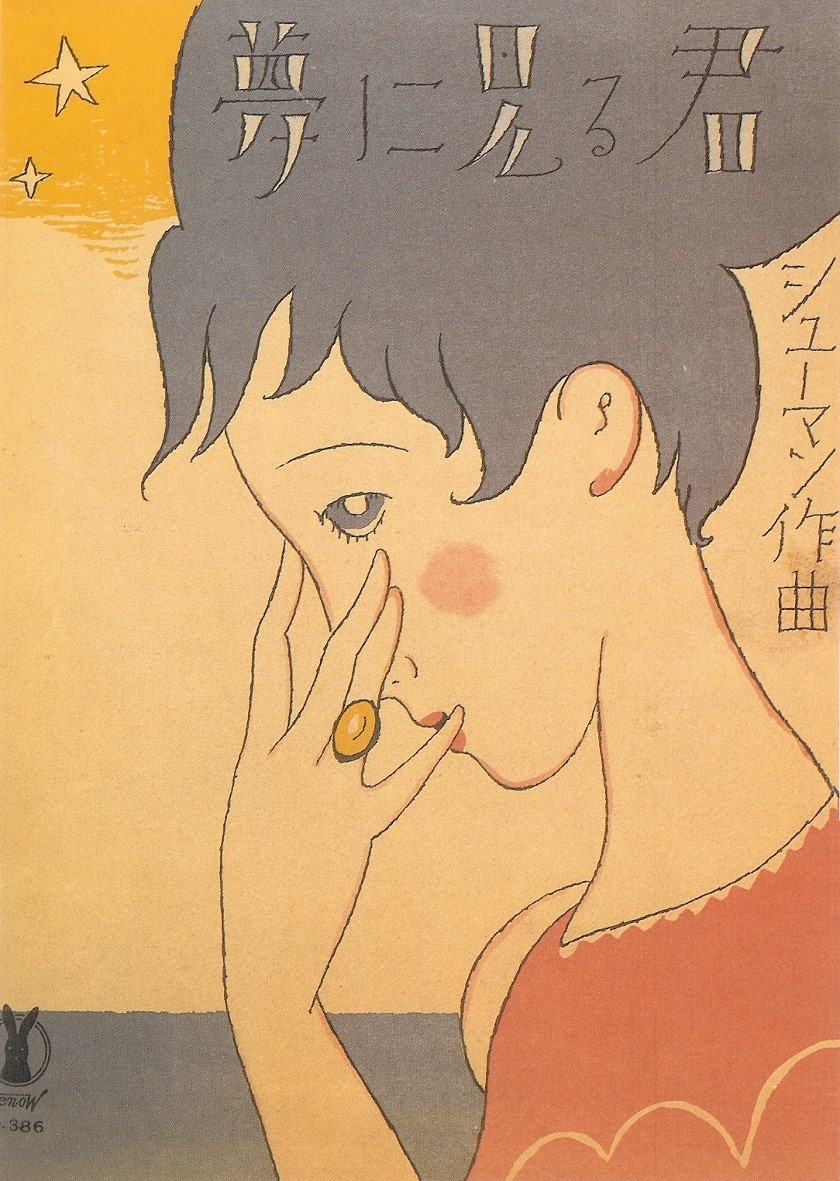
Umschlag zu einem Lied von Schumann
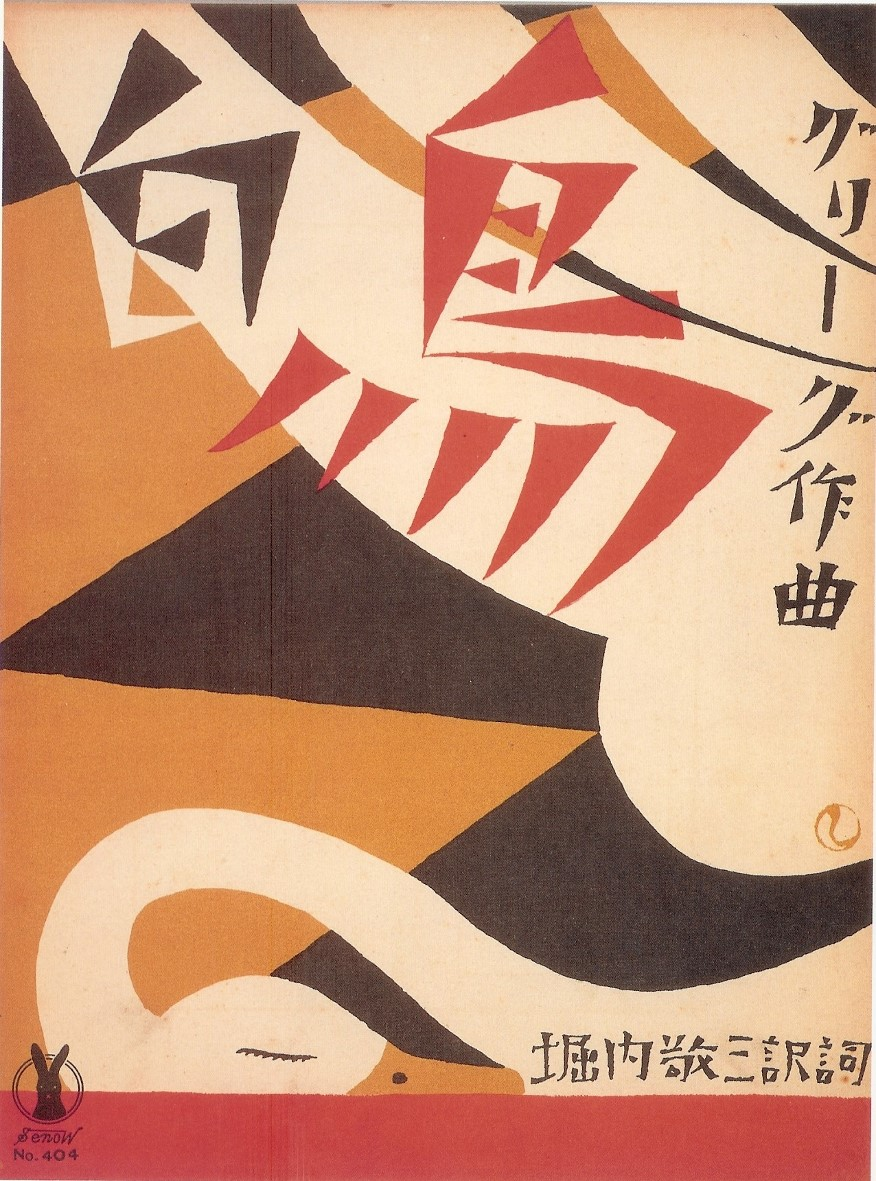
Umschlag zu "Der Schwan" von Grieg
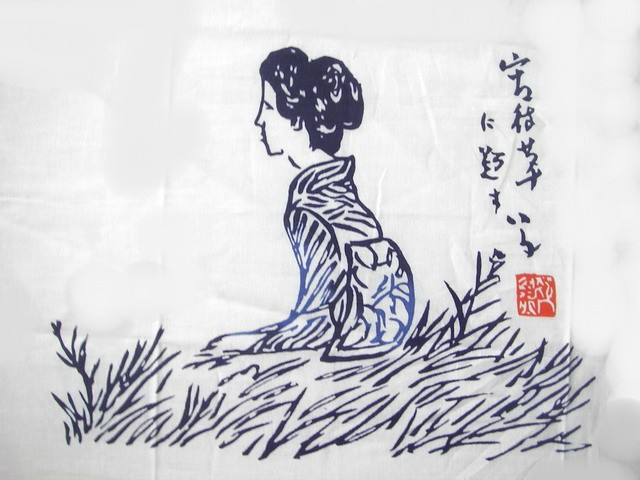
Zeichnung zu "Yoimachi-gusa"
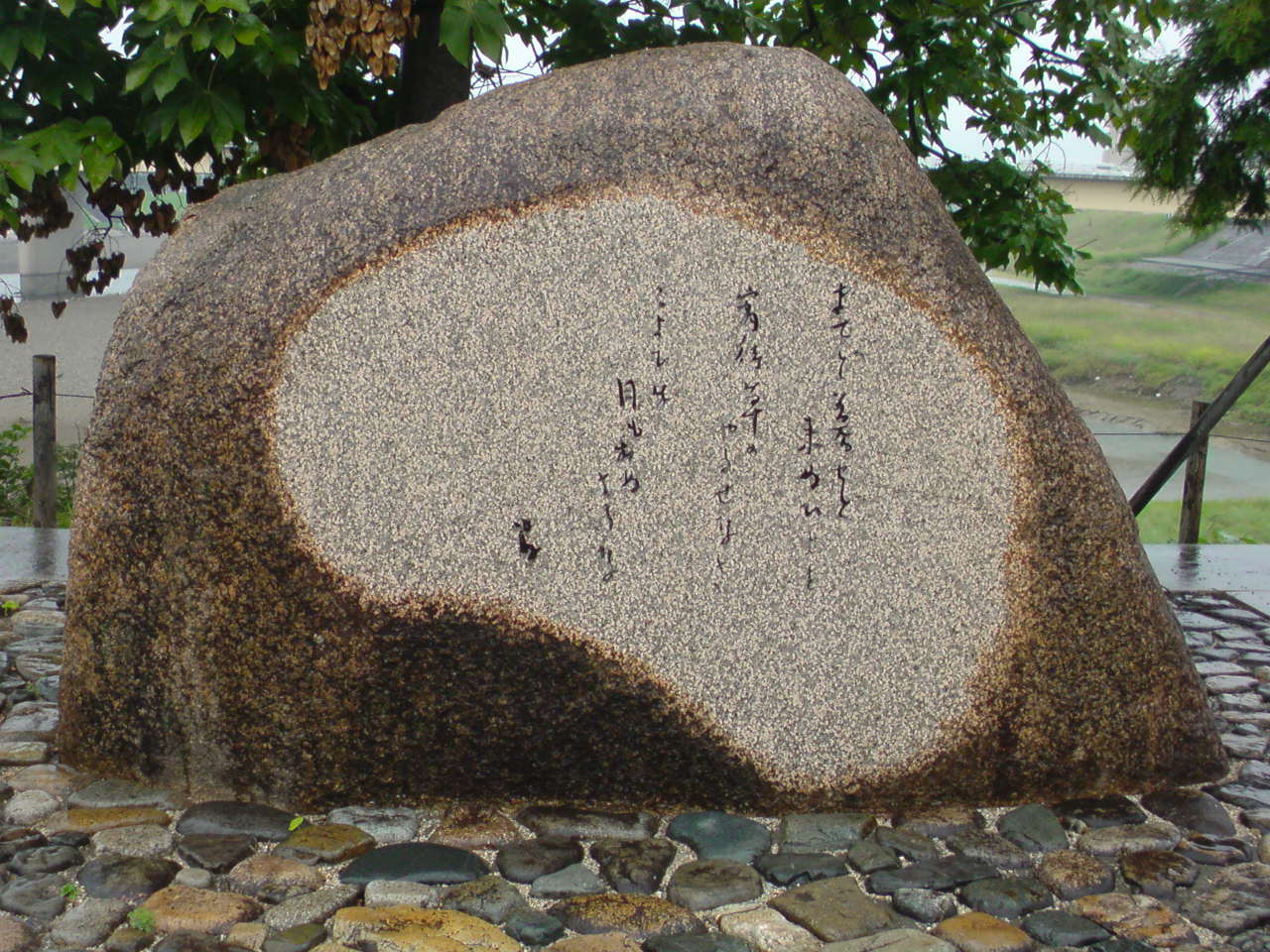
Gedenkstein "Yoimachigusa" im Kōrakuen-Park, Okayama